# Emmanuel Eseme
Emmanuel Eseme, född 17 augusti 1993, är en friidrottare från Kamerun. Han deltog vid olympiska sommarspelen 2020.